# 利紹夫
利紹夫是捷克的城鎮，位於該國西南部，距離魯多爾福夫5公里，由南摩拉維亞州負責管轄，面積93.57平方公里，海拔高度505米，2011年人口為4,178。

## 外部連結
- Municipal website （页面存档备份，存于）